# Districte de Haguenau
El Districte de Haguenau és un antic districte del departament francès del Baix Rin, a la regió del Gran Est. Comptava amb 3 cantons i 56 municipis. El cap del districte era la sotsprefectura de Haguenau.
El 2015 es va fusionar amb el districte de Wissembourg per crear el nou districte de Haguenau-Wissembourg.

## Cantons
cantó de Bischwiller - cantó de Haguenau - cantó de Niederbronn-les-Bains